# Бергстедт, Аманда
Аманда Бергстедт (швед. Amanda Bergstedt, полное имя Selma Amanda Bergstedt; 1841—1918) — шведская художница и педагог.
Специализировалась на портретах, пейзажах и жанровых темах, также занималась реставрацией картин.

## Биография
Родилась  5 декабря 1841 года в Экере, муниципалитет Эребру, в семье Нильса Ульрика Бергстедта (Nils Ulrik Bergstedt) и его жены Кристины Каролины Лещинской (Kristina Karolina Lecźínsky).
В 1867–1873 годах Аманда училась в Королевской академии искусств в Стокгольме. Затем продолжила своё образование в Париже в 1882—1883 годах, а также в Бельгии и Нидерландах в 1887 году.
Аманда Бергстедт работала преподавателем рисования (Bildpedagog) в Висбю в 1880 году, в Нючёпинге в 1885—1893 годах и в Арбуге в 1893 году.
Она участвовала в выставке Королевской художественной академии в 1873 году, в Северной художественной выставке в Гётеборге в 1881 году, а также в художественных выставках Ассоциации шведских художников (Föreningen Svenska Konstnärinnor), членом которой она была.
Умерла 14 ноября 1918 года в Восточном приход Нючёпинга.